# Йован Римпапов
Йован (Йоването, Иван) Христов Римпапов (на гръцки: Ιωάννης Χρήστου Ρώμπαπας) е гъркомански революционер, деец на Гръцката въоръжена пропаганда в Македония от началото на XX век.

## Биография
Йован Христов е роден в костурското село Вишени, тогава в Османската империя. Присъединява се към гръцката въоръжена пропаганда в Македония заедно с брат си Тома Римпапов, който става андартски капитан. Йован Римпапов действа като агент от I ред. Носител е на седем ордена. По-късно се заселва в Лерин, където стопанисва хотел „Акрополис“.
Къщата му в Лерин е обявена за паметник на културата.